# Paul Drude
Paul Karl Ludwig Drude (født 12. juli 1863 i Braunschweig, død 5. juli 1906 i Berlin) var en tysk fysiker, bror til Oscar Drude.
Drude studerede i Göttingen og tog doktorgraden 1887, var assistent hos Wilhelm Voigt sammesteds 1887-92, blev 1894 ekstraordinær professor i Leipzig, 1900 ordentlig professor i Giessen, hvorfra han 1905 kaldtes til ordentlig professor og direktør for det fysiske institut ved Berlins Universitet. I Physik des Äthers 1894 har Drude givet en lærebog i elektricitetens og særlig de elektriske svingningers teori. Anerkendelsen af Drude som en fremragende fysiker gav sig blandt andet udtryk ved, at han fra 1900 blev redaktør af "Annalen der Physik", ligeledes blev han medlem af flere videnskabelige akademier. Det kom selv for hans nærmeste fuldstændig uventet, da Drude, tilsyneladende midt i et lykkeligt liv, knap 43 år gammel, begik selvmord.
Drude har udført en række betydningsfulde arbejder, såvel eksperimentale som teoretiske, særlig på den fysiske optiks og elektricitetslærens område. Blandt disse skal fremhæves: bestemmelse af metallernes optiske konstanter; forklaring af den elliptiske polarisation ved lysets tilbagekastning fra gennemsigtige legemer, som hidrørende fra overfladelag på disse; teoretisk påvisning af sammenhængen mellem metallernes elektriske ledningsevne og deres refleksionsevne; elektronteoriens anvendelse i optikken, fremsat samlet i hans Lehrbuch der Optik (1900), der er et standardværk i den moderne fysiske optiks teori; elektronteoriens anvendelse til forklaring af
metallernes elektriske egenskaber, særlig den teoretiske udledelse af forholdet mellem metallernes varmeledningsevne og elektriske ledningsevne; talrige undersøgelser over elektriske svingninger, deriblandt måling af en mængde stoffers dielektricitetskonstant og absorption for elektriske bølger, undersøgelser over teslatransformatorers rationelle konstruktion.